# Regenbogen der Wünsche
Der Regenbogen der Wünsche ist eine von Augusto Boal entwickelte Theatermethode zur Auflösung innerer Blockaden. Er gehört zur Methodenreihe des Theaters der Unterdrückten.

## Entstehung
Die Theatermethode „Regenbogen der Wünsche“ (franz.: l’arc-en-ciel du désir, engl.: Rainbow of Desire) wurde von Boal ab 1982 entwickelt, als er sich in Paris aufhielt. In seiner vorangegangenen Zeit in Lateinamerika hatte Boal mit sichtbaren und konkret benennbaren Unterdrückern zu tun gehabt, wie z. B. mit Großgrundbesitzern, Militär und Polizei. Bei den in Europa lebenden Menschen stellte Boal jedoch stattdessen „verinnerlichte Unterdrücker“ fest wie z. B. innere Stimmen, die Gebote oder Verbote verhängen. Diese Stimmen lassen die Menschen immer wieder Entscheidungen treffen, die nicht dem entsprechen, was sie eigentlich wollen. Boal nannte diese internalisierte Unterdrückungsinstanz „Polizist im Kopf“ (franz.: le flic dans la tête, engl.: Cop in the Head), weil Polizisten für ihn das Symbol der Repression schlechthin waren. Bis 1984 entwickelte Boal zusammen mit seinen Mitarbeitern am CEDITADE (Centre d’études et de diffusion des techniques actives d’expression) mehrere Einzeltechniken, um verinnerlichte Unterdrückung aufzudecken und zu bekämpfen. „Regenbogen der Wünsche“ ist dabei sowohl Einzeltechnik als auch Oberbegriff und Buchtitel; ursprünglich wollte Boal sein Buch über diese Methoden „Polizisten im Kopf“ nennen, doch riet der Verleger ab, da er ein Buch mit solchem Titel für unverkäuflich hielt.

## Grundannahmen
Boals Polizist-im-Kopf-Theater liegen drei Grundannahmen (Hypothesen) zugrunde. Die erste Hypothese, die Osmose, besagt, dass die Werte der Gesellschaft auch die kleinsten Einheiten der sozialen Organisation durchdrängen, z. B. Partnerschaften. Deshalb fände sich beim Unterdrückten sowohl die Haltung der Unterwerfung als auch die der Auflehnung, er sei ein Unterwürfig-Umstürzlerischer (engl.: submissive-subversive). Das Ziel sei es nun, die Auflehnung dynamischer zu machen und das Unterwürfige verschwinden zu lassen.
Nach der zweiten Hypothese der Metaxis gehören die jeweiligen Hauptdarsteller (Protagonisten) im Theater der Unterdrückten sowohl der realen Welt als auch der Welt der Fiktion an. Die gespielte Szene der Unterdrückung sei einerseits ein Abbild der Realität, andererseits aber auch ein Kunstwerk, das über die reine Reproduktion hinausgehe. Deshalb könnten sich die Protagonisten auch in der Welt der Fiktion von ihrer Unterdrückung befreien, und wenn dies gelänge, seien sie dazu auch in der realen Welt befähigt. Die dritte Hypothese namens Analoge Induktion besagt, dass sich in die Spielszenen auch Zuschauer als Schauspieler – nun „Zuschauspieler“ (engl.: spect-actors) genannt – mit ihren eigenen, entsprechenden Erfahrungen einbringen können. Ihre Ideen würden sich mit denen des Protagonisten überlappen und so den individuellen Blickwinkel verallgemeinern.

## Techniken
Boal unterscheidet verschiedene (Darstellungs-)Techniken, die er entweder als prospektiv (d. h. hier so viel wie „auslotend“), introspektiv (nach innen schauend) oder extrovertiert bezeichnet. Die beiden wichtigsten Techniken, der Polizist im Kopf und der Regenbogen der Wünsche, werden dabei als introspektiv klassifiziert, da sie innere Zustände aufdecken.

### Der Polizist im Kopf
Beim „Polizisten im Kopf“ spielt der Protagonist zunächst eine Modellszene, in der er etwas getan hat, was er nicht wollte, oder etwas nicht tat, das er wollte. Anschließend baut er mit „Zuschauspielern“ Standbilder der Personen, die ihn vom gewollten Handeln abgehalten haben, z. B. den Vater mit erhobenem Zeigefinger oder einen Freund, der ihn auslacht. Dann geht er zu jeder Figur und sagt ihr eine konkrete Erinnerung, die mit der Situation zusammenhängt: „Erinnerst du dich noch, als …“. Nun beginnen die Standbilder der „Polizisten“ zu sprechen und generieren aus ihren Haltungen (wie dem erhobenen Zeigefinger) und den erzählten Erinnerungen Text. Der Protagonist muss sich nun gegen die „Polizisten“ auf der surrealen Ebene zur Wehr setzen, indem er ihre Haltungen verändert, die aber immer wieder in den Ausgangszustand zurückkehren. Zuschauer können hinzukommen und für jeden „Polizisten“ einen „Antikörper“ bilden, wobei Handlungen den Vorrang vor Wortgefechten haben. Im letzten Schritt schließt sich die Diskussion und Reflexion über das Gespielte an.

### Der Regenbogen der Wünsche
Der Protagonist spielt  bzw. improvisiert zusammen mit einer anderen Figur eine Modellszene. Danach verkörpert er mit seinen Haltungen so ausdrucksstark wie möglich seine – oft widersprüchlichen – Gefühle, Befürchtungen oder Wünsche, die dabei eine Rolle gespielt haben. Jede einzelne dargestellte Haltung wird nun von einem „Zuschauspieler“ übernommen, die in ihrer Gesamtheit gewissermaßen das Farbspektrum eines Regenbogens bilden. Der Protagonist informiert nun separat die Zuschauspieler, wie er zu ihrem jeweiligen Gefühl steht, ob er gerne mehr oder weniger davon hätte, was diese in ihre Haltung mit aufnehmen. Anschließend wird die Modellszene erneut durchgespielt, wobei der Protagonist anstelle seiner selbst die einzelnen „Gefühle“ nacheinander in die Szene schickt, die sich wie eigenständige Charaktere verhalten. Nun sind verschiedene Varianten möglich, z. B. können die einzelnen Gefühle miteinander in Konkurrenz treten, etwa wenn der Wunsch nach Nähe auf die Furcht vor Vereinnahmung trifft. Möglich ist auch, dass der Protagonist die Positionen der „Gefühle“ in der Szene verschiebt oder ihnen Anweisungen gibt, ob sie stärker oder schwächer werden sollen, während jedes Gefühl aus seiner Sicht aber immer stärker werden will. Mit den Beobachtungen, die er hierbei gemacht hat, spielt der Protagonist am Ende noch einmal die Modellszene neu (er re-improvisiert sie), dann folgt die Reflexion.

## Rezeption
Über den Einsatz der Techniken des „Regenbogens der Wünsche“ gibt es bisher nur wenige veröffentlichte Rückmeldungen. Ihrem routinemäßigen therapeutischen Einsatz steht im Wege, dass sie ziemlich komplex sind und sich bei bloßer Lektüre nur in Umrissen erschließen. Der Theaterpädagoge Jürgen Weintz berichtet aber von eigener erfolgreicher Erprobung in der Hochschuldidaktik und bei Gewaltpräventions- und Konfliktmanagement-Fortbildungen. Die Techniken seien „für Prozesse der Selbsterforschung und intensiven Kommunikation in Gruppen“ sowie „für eine auf das innere Erleben abzielende Theaterarbeit“ hervorragend geeignet. Mit den introspektiven Methoden könne man sich auch an Bühnengestalten annähern, deshalb habe Boal Ende der 1990er Jahre bei seiner Arbeit mit der britischen Royal Shakespeare Company überwiegend auf Techniken des „Regenbogens der Wünsche“ zurückgegriffen.